# 福特鎮區 (明尼蘇達州卡內貝克縣)
福特鎮區（英語：Ford Township）是位於美國明尼蘇達州卡內貝克縣的一個行政鎮區。

## 歷史
福特鎮區於1916年5月16日，得名自汽車工程師與企業家亨利·福特。

## 地方資料
福特鎮區的面積為93.97平方千米，當中陸地面積為92.80平方千米，而水域面積為1.17平方千米。根據2020年美國人口普查的數據，當地共有人口179人，而人口密度為每平方千米1.9人。